# موکرووراتی
موکرووراتی (به چکی: Mokrovraty) یک منطقهٔ مسکونی در جمهوری چک است که در ناحیه پریبرام واقع شده‌است.